# Hubertus Gerardus Marinus
Hubertus Gerardus Marinus, beter bekend als H.G. Marinus,  (Haarlem, 1 januari 1831 – Den Haag, 8 januari 1885) was een Nederlands organist.
Hij was zoon van broodbakker Johannes Marinus en Engelina Johanna Maria Elizabeth Pas. Hij was ridder in de Orde van de Eikenkroon. Broer J. H. Marinus zat eveneens in de muziekwereld.

## H.G. Marinus
Hij kreeg zijn eerste muzieklessen van zijn vader en studeerde verder aan de Haagse Muziekschool bij Johann Lübeck en Van der Goes. In 1846 werd hij benoemd tot organist van de Jacobskerk in Den Haag. Per 1851 bespeelde hij het orgel van de Dominicuskerk in Rotterdam en werd in die stad ook muziekdocent. Hij werd in 1857 ook docent aan de in dat jaar opgerichte Nationale Zangschool voor handwerklieden, dit om werklui de liefde voor toonkunst bij te brengen. "Voor handwerklieden" verviel in 1886 toen ook dames een zangopleiding konden krijgen.
Van deze Marinus is een aantal vooral geestelijke compositie bekend, zoals missen, een achtstemmig O Salutaris, Salve Regina, Ave Maria etc. Ze werden vaak geschreven voor de zangschool, maar in de 20e eeuw al zelden meer uitgevoerd.

## J.H. Marinus
Johannes Hubertus Marinus (Haarlem, 11 april 1822- Den Haag, 10 juni 1894) was van 1865 tot 1893 dirigent van de Nationale Zangschool voor handwerkslieden. Hij zag in 1878 die opleiding koninklijk worden onder het bewind van koning Willem III der Nederlanden, als beschermvrouw trad later diens vrouw Emma zu Waldeck und Pyrmont aan. Hij was eveneens ridder in de orde van de Eikenkroon.